# Dorothy DeLay
Dorothy DeLay (* 31. März 1917 in Medicine Lodge/Kansas; † 24. März 2002 in New York) war eine US-amerikanische Violinpädagogin.

## Leben und Wirken
Ihre Basisausbildung erlangte Dorothy DeLay am Oberlin Konservatorium, ihr künstlerisches Diplom an der Juilliard School. Ihr einflussreichster Lehrer war Ivan Galamian, dessen spätere Assistentin und Nachfolgerin sie wurde. Im Laufe ihres Lebens erhielt Dorothy DeLay mehrere Ehrendoktorwürden. Sie unterrichtete ab 1946 am Sarah Lawrence College, ab 1948 an der Juilliard School of Music, und ab 1974 am College-Conservatory of Music Cincinnati. Sie war international Gastdozentin für Meisterkurse und trat selbst als Solistin und als Kammermusikerin im Ensemble auf.
Zu den später bekannt gewordenen ehemaligen Studenten DeLays zählen u. a. Itzhak Perlman, Midori Gotō, Jenny Bae, Kolja Blacher, Sarah Chang, Nora Chastain, Cho-Liang Lin, Nadja Salerno-Sonnenberg, Nigel Kennedy, Mark Kaplan, Shlomo Mintz, Gil Shaham, Helge Slaatto, William Fitzpatrick, Wolfram Lohschütz und Mary Utiger.
1994 verlieh ihr US-Präsident Bill Clinton im Weißen Haus den nationalen Kunstorden (National Medal of Arts), 1997 erhielt sie die höchste Auszeichnung der Yale-Universität. Für ihre Verdienste um die japanische Musikkultur ehrte sie Tennō (Kaiser) Akihito mit dem Orden des Heiligen Schatzes.